# Mate

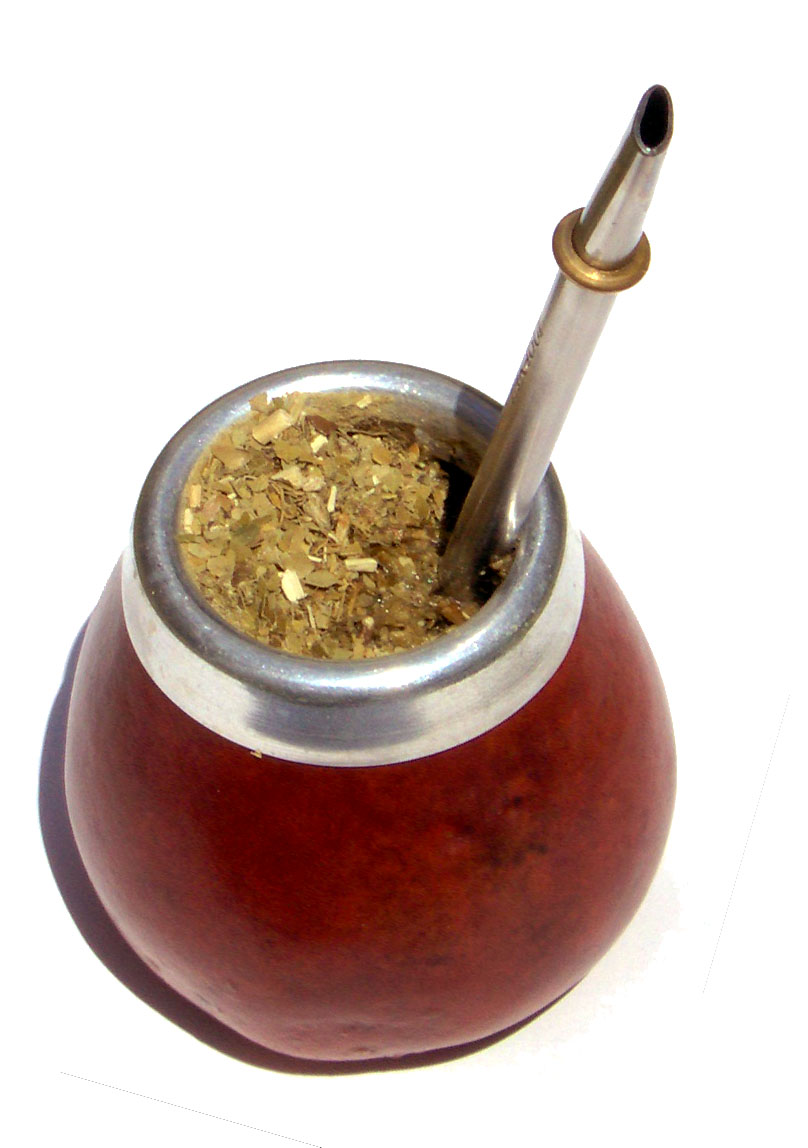
Mate

Mate (pronunție API: /ˈmate/) este o băutură stimulantă, preparată prin infuzarea frunzelor uscate de yerba mate (în spaniolă) / erva-mate (în portugheză) (Ilex paraguariensis) în apă fierbinte. Este băutura națională în Argentina, Paraguay și Uruguay și este comună în Brazilia, Chile, estul Boliviei, Liban, Siria și Turcia.
Mate se servește dintr-un recipient făcut din tărtăcuță scobită, cu ajutorul unui pai de metal. Paiul se numește bombilla în spaniolă, bomba în portugheză și masassa în arabă. Tradițional paiul este făcut din argint, dar cele disponibile în prezent în comerț pot fi fabricate din aliaj inoxidabil (alpaca sau oțel inoxidabil) sau tulpină de trestie de zahăr. Recipientul poartă numele de mate sau guampa, iar în Brazilia este cunoscut ca Chimarrão sau cuia.
Ca și în cazul altor infuzii de plante, frunzele de yerba mate sunt uscate și pisate, rezultând astfel yerba. Bombilla are rol de pai și de sită, capătul scufundat în infuzie fiind aplatizat și având găuri care lasă lichidul să treacă, dar blochează particulele de yerba.

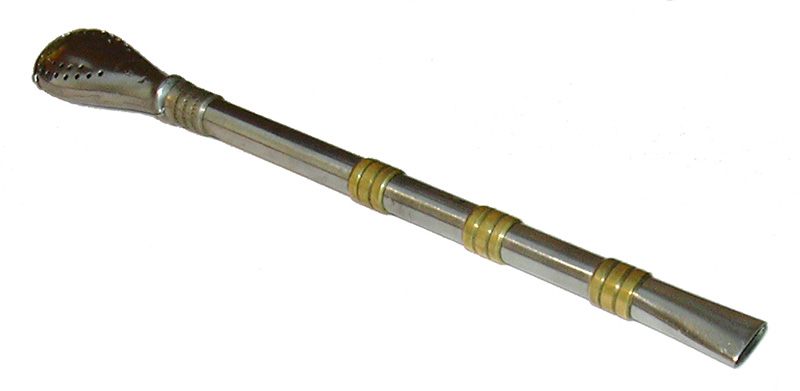
Bomba sau bombilla, paiul prin care se bea mate

## Preparare
Modul de preparare al mate variază mult de la regiune la regiune, existând păreri împărțite cu privire la care metodă dă cele mai bune rezultate. Totuși, există câteva elemente comune tuturor metodelor: recipientul este aproape complet umplut cu yerba și apoi se adaugă apă fierbinte (de obicei la 70-80 °C, niciodată în clocot).

### Aranjareayerba
Cel mai adesea, înainte de infuzare yerba se aranjează cu atenție în recipient. Acesta se umple cu yerba de la jumătate până la trei sferturi. Ulterior pot fi adăugate ierburi medicinale sau aromatice; în Paraguay mate este folosit ca bază pentru diverse infuzii de plante.
După umplere, gura recipientului se acoperă cu palma, apoi acesta este întors și agitat cu putere pentru scurt timp pentru ca particulele cele mai fine din yerba să se adune spre gură. Apoi recipientul se aduce într-o poziție ușor oblică, cu gura ușor mai ridicată decât fundul și se agită din nou, de data aceasta mai puțin energic, astfel încât

### Introducereabombilla
O bombilla (spaniolă), bomba (portugheză) sau masassa (arabă) este un tip de pai de băut, folosit pentru a bea un mate. Bombillas conține un filtru în capătul inferior pentru a separa infuzia de mate de frunze și tulpini. Bombillasurile tradiționale sunt fabricate fie din argint, un aliaj de cupru și nichel, în timp ce alte materiale comune sunt oțelul inoxidabil și trestia din lemn cu tulpină goală.
Curios, termenul spaniol este utilizat și pentru becurile electrice, bombilla eléctrica, fiind un diminutiv al bomba.